# Campeonato Brasileiro de Futebol de 1975
O Campeonato Brasileiro de Futebol de 1975, originalmente denominado Copa Brasil pela CBD, foi a 20.ª edição do Campeonato Brasileiro e que foi vencido pelo Internacional ao vencer o Cruzeiro na final por 1 a 0, que se tornou o primeiro clube gaúcho e da Região Sul a ser campeão brasileiro, com 19 vitórias, 8 empates e 3 derrotas, 51 gols a favor e 12 contra, fazendo também o artilheiro da competição, Flávio, com 16 gols.
O campeonato teve 430 partidas em três meses e 24 dias de competição. O Internacional fez uma grande campanha e muito regular, com apenas 3 derrotas em 30 jogos, contando com grandes jogadores, como Manga, Figueroa, Falcão, Paulo César Carpeggiani, Valdomiro, Flávio Minuano e Lula, tendo como técnico Rubens Minelli.
Foram acrescentados mais dois clubes ao campeonato: mais uma vaga para o estado de Goiás e, desta vez, foi convidado um clube representante da Paraíba, com o Estado finalmente estreando no torneio, bem como o agora reunificado Rio de Janeiro, cujos grandes clubes, todos localizados na capital, representavam a Guanabara anteriormente (em todo caso, mesmo que o Estado ainda estivesse separado, o Americano seria o representante fluminense). O sistema de pontuação foi alterado: o vencedor de uma partida continua recebendo dois pontos; porém, se a vitória for por uma diferença de dois ou mais gols, a vitória passa a valer três pontos.
Neste ano, o Santa Cruz tornou-se o primeiro clube da Região Nordeste a passar para a fase final do Campeonato Brasileiro em sua versão pós 1971, porém não avançando das semifinais, disputadas além dos finalistas e do clube pernambucano também pelo Fluminense. Pela primeira vez a final não contou com nenhuma equipe de Rio de Janeiro ou São Paulo.

## Participantes
| Equipe                 | Cidade                | Estado | Título(s)                                  |
| ---------------------- | --------------------- | ------ | ------------------------------------------ |
| America                | Rio de Janeiro        | RJ     | 0 (não possui)                             |
| América de Natal       | Natal                 | RN     | 0 (não possui)                             |
| América Mineiro        | Belo Horizonte        | MG     | 0 (não possui)                             |
| Americano              | Campos dos Goytacazes | RJ     | 0 (não possui)                             |
| Atlético Mineiro       | Belo Horizonte        | MG     | 2 (1937, 1971)                             |
| Atlético Paranaense    | Curitiba              | PR     | 0 (não possui)                             |
| Bahia                  | Salvador              | BA     | 1 (1959)                                   |
| Botafogo               | Rio de Janeiro        | RJ     | 1 (1968)                                   |
| Campinense             | Campina Grande        | PB     | 0 (não possui)                             |
| Ceará                  | Fortaleza             | CE     | 0 (não possui)                             |
| CEUB                   | Brasília              | DF     | 0 (não possui)                             |
| Comercial-MS           | Campo Grande          | MT     | 0 (não possui)                             |
| Corinthians            | São Paulo             | SP     | 0 (não possui)                             |
| Coritiba               | Curitiba              | PR     | 0 (não possui)                             |
| Cruzeiro               | Belo Horizonte        | MG     | 1 (1966)                                   |
| CS Alagoano            | Maceió                | AL     | 0 (não possui)                             |
| Desportiva Ferroviária | Cariacica             | ES     | 0 (não possui)                             |
| Figueirense            | Florianópolis         | SC     | 0 (não possui)                             |
| Flamengo               | Rio de Janeiro        | RJ     | 0 (não possui)                             |
| Fluminense             | Rio de Janeiro        | RJ     | 1 (1970)                                   |
| Fortaleza              | Fortaleza             | CE     | 0 (não possui)                             |
| Goiânia                | Goiânia               | GO     | 0 (não possui)                             |
| Goiás                  | Goiânia               | GO     | 0 (não possui)                             |
| Grêmio                 | Porto Alegre          | RS     | 0 (não possui)                             |
| Guarani                | Campinas              | SP     | 0 (não possui)                             |
| Internacional          | Porto Alegre          | RS     | 0 (não possui)                             |
| Moto Club              | São Luís              | MA     | 0 (não possui)                             |
| Nacional               | Manaus                | AM     | 0 (não possui)                             |
| Náutico                | Recife                | PE     | 0 (não possui)                             |
| Palmeiras              | São Paulo             | SP     | 6 (1960, 1967, 1967 RGP, 1969, 1972, 1973) |
| Paysandu               | Belém                 | PA     | 0 (não possui)                             |
| Portuguesa             | São Paulo             | SP     | 0 (não possui)                             |
| Clube do Remo          | Belém                 | PA     | 0 (não possui)                             |
| Rio Negro              | Manaus                | AM     | 0 (não possui)                             |
| Santa Cruz             | Recife                | PE     | 0 (não possui)                             |
| Santos                 | Santos                | SP     | 6 (1961, 1962, 1963, 1964, 1965, 1968 RGP) |
| São Paulo              | São Paulo             | SP     | 0 (não possui)                             |
| Sergipe                | Aracaju               | SE     | 0 (não possui)                             |
| Sport                  | Recife                | PE     | 0 (não possui)                             |
| Tiradentes-PI          | Teresina              | PI     | 0 (não possui)                             |
| Vasco da Gama          | Rio de Janeiro        | RJ     | 1 (1974)                                   |
| Vitória                | Salvador              | BA     | 0 (não possui)                             |

## Regulamento
Primeira Fase: 42 clubes divididos em 4 grupos (dois com 10 clubes cada e dois com 11 clubes cada). Jogos em turno único com grupos se enfrentando (A x B e C x D), classificando-se os 5 primeiros colocados de cada grupo para a Segunda Fase, e os demais para a Repescagem.
Segunda Fase: Dois grupos de dez clubes cada. Turno único, classificando para a terceira fase os seis primeiros colocados de cada grupo.
Repescagem Quatro grupos, sendo cinco clubes em dois deles e seis nos outros dois, classificando para a terceira fase o primeiro colocado de cada chave.
Terceira Fase: Dois grupos com oito clubes cada. Turno único, com os dois primeiros de cada gruupo classificando-se para a Fase Final.
Fase Final: sistema eliminatório (com semifinais e final), em jogo único para cada confronto. O mando de campo e o critério de desempate ficariam com o clube que tivesse melhor campanha em todo o campeonato.

### Pontuação
Uma das novidades deste campeonato foi a bonificação por vitórias com maior diferença de gols, assim, atribuindo ponto aos clubes que alcançassem tal feito. Desse modo, a configuração da pontuação na temporada foi a seguinte:
- 3 pontos - vitória por mais de 1 gol de diferença;
- 2 pontos - vitória por 1 gol de diferença;
- 1 ponto - empate.

### Questão Financeira
A Confederação Brasileira de Futebol utilizou de valores padrão para a venda dos ingressos, sendo variável dentro de como a entidade classificava a importância da partida. A CBF também proibiu a venda de carnês dos jogos e até mesmo que os clubes beneficiassem seu quadro de sócios com descontos ou vantagens.
Da renda bruta de cada jogo da competição, 20% era descontado para pagamento das despesas do jogo; 5% era destinado à Federação do clube mandante, outros 5% para a Confederação Brasileira de Futebol; Um cruzeiro de cada ingresso vendido era destinado ao Fundo de Participação; 12 mil cruzeiros destinados para o custeio da equipe visitante. Quanto à divisão do restante, 60% ficava para o vencedor da partida, 40% para a equipe derrotada e não havendo vencedor era feita a divisão em partes iguais.
Havia ainda a imposição de que, cada clube que recebesse um dos chamados "doze grandes" na primeira fase, deveria garantir uma cota mínima de 32 mil cruzeiros para este (era como se os clubes "menores" pagassem para receber os maiores em casa). Além disso, a CBF impunha que cada federação deveria garantir a arrecadação mínima de 50 mil cruzeiros por jogo realizado em sua jurisdição, sendo passível de perda de vaga caso isso não ocorresse.
O Fundo de Participação
A cada jogo do campeonato a quantia de um cruzeiro era recolhida. Do montante total, 60% era recolhido pela CBF e depositado em uma conta da Caixa Econômica Federal, 40% era recolhido pelas federações e distribuída entre os clubes participantes dos "Torneios Incentivo" que eram realizados por cada federação e tinham seus jogos realizados como preliminares, além disso, parte dessa verba atenderia também o futebol amador de cada federação.

## Primeira Fase
|  |                                                      |
|  | Classficados para a 2ª Fase (Grupos dos vencedores)  |
|  | Classificados para a 2ª fase (Grupos dos perderores) |

| PG – Pontos ganhos; J – Jogos; V - Vitórias; PE - Pontos Extras obtidos a cada vitória por 2 ou mais gols de diferença; E - Empates; D - Derrotas; GP – Gols pró; GC – Gols contra; SG – Saldo de gols |

- Os clubes do grupo A enfrentam os clubes do grupo B em turno único.

| Time | Time             | PG | J  | V | E | D | PE | GP | GC | SG  |
| ---- | ---------------- | -- | -- | - | - | - | -- | -- | -- | --- |
| 1    | America          | 15 | 10 | 4 | 3 | 3 | 4  | 17 | 11 | 6   |
| 2    | Coritiba         | 14 | 10 | 5 | 2 | 3 | 2  | 10 | 5  | 5   |
| 3    | Remo             | 14 | 10 | 4 | 5 | 1 | 1  | 11 | 8  | 3   |
| 4    | Atlético Mineiro | 14 | 10 | 4 | 4 | 2 | 2  | 11 | 9  | 2   |
| 5    | Palmeiras        | 14 | 10 | 3 | 5 | 2 | 3  | 12 | 9  | 3   |
| 6    | Fortaleza        | 12 | 10 | 3 | 5 | 2 | 1  | 8  | 7  | 1   |
| 7    | Botafogo         | 10 | 10 | 3 | 3 | 4 | 1  | 12 | 12 | 0   |
| 8    | Comercial-MS     | 10 | 10 | 3 | 3 | 4 | 1  | 7  | 11 | -4  |
| 9    | Rio Negro-AM     | 8  | 10 | 1 | 5 | 4 | 1  | 5  | 12 | -7  |
| 10   | Moto Club        | 4  | 10 | 1 | 2 | 7 | 0  | 9  | 29 | -20 |

| Time | Time                | PG | J  | V | E | D | PE | GP | GC | SG |
| ---- | ------------------- | -- | -- | - | - | - | -- | -- | -- | -- |
| 1    | Cruzeiro            | 19 | 10 | 5 | 5 | 0 | 4  | 15 | 2  | 13 |
| 2    | Corinthians         | 16 | 10 | 5 | 4 | 1 | 2  | 10 | 3  | 7  |
| 3    | Fluminense          | 15 | 10 | 5 | 1 | 4 | 4  | 18 | 13 | 5  |
| 4    | Guarani             | 13 | 10 | 3 | 4 | 3 | 3  | 10 | 9  | 1  |
| 5    | Tiradentes-PI       | 12 | 10 | 4 | 2 | 4 | 2  | 10 | 8  | 2  |
| 6    | Atlético Paranaense | 10 | 10 | 3 | 2 | 5 | 2  | 18 | 19 | -1 |
| 7    | Ceará               | 10 | 10 | 3 | 2 | 5 | 2  | 6  | 10 | -4 |
| 8    | América Mineiro     | 10 | 10 | 1 | 7 | 2 | 1  | 6  | 9  | -3 |
| 9    | Paysandu            | 9  | 10 | 2 | 4 | 4 | 1  | 13 | 15 | -2 |
| 10   | Nacional-AM         | 8  | 10 | 1 | 6 | 3 | 0  | 7  | 14 | -7 |

- Os clubes do grupo C enfrentam os clubes do grupo D em turno único.

| Time | Time             | PG | J  | V | E | D | PE | GP | GC | SG  |
| ---- | ---------------- | -- | -- | - | - | - | -- | -- | -- | --- |
| 1    | Flamengo         | 14 | 11 | 5 | 2 | 4 | 2  | 12 | 11 | 1   |
| 2    | Grêmio           | 13 | 11 | 2 | 7 | 2 | 2  | 11 | 9  | 2   |
| 3    | América de Natal | 12 | 11 | 4 | 3 | 4 | 1  | 18 | 17 | 1   |
| 4    | Figueirense      | 12 | 11 | 3 | 5 | 3 | 1  | 14 | 12 | 2   |
| 5    | Santa Cruz       | 12 | 11 | 3 | 5 | 3 | 1  | 14 | 12 | 2   |
| 6    | Goiânia          | 11 | 11 | 4 | 2 | 5 | 1  | 13 | 16 | -3  |
| 7    | Vitória          | 10 | 11 | 3 | 3 | 5 | 1  | 8  | 16 | -8  |
| 8    | Portuguesa       | 10 | 11 | 3 | 4 | 4 | 0  | 6  | 9  | -3  |
| 9    | Santos           | 8  | 11 | 2 | 3 | 6 | 1  | 8  | 15 | -7  |
| 10   | Sergipe          | 6  | 11 | 1 | 4 | 6 | 0  | 7  | 17 | -10 |
| 11   | Campinense       | 3  | 11 | 0 | 3 | 8 | 0  | 8  | 27 | -19 |

| Time | Time                   | PG | J  | V | E | D | PE | GP | GC | SG  |
| ---- | ---------------------- | -- | -- | - | - | - | -- | -- | -- | --- |
| 1    | Internacional          | 23 | 11 | 8 | 2 | 1 | 5  | 24 | 5  | 19  |
| 2    | São Paulo              | 21 | 11 | 7 | 4 | 0 | 3  | 19 | 8  | 11  |
| 3    | Vasco da Gama          | 18 | 11 | 6 | 3 | 2 | 3  | 19 | 10 | 9   |
| 4    | Goiás                  | 18 | 11 | 4 | 7 | 0 | 3  | 16 | 7  | 9   |
| 5    | Sport                  | 17 | 11 | 5 | 5 | 1 | 2  | 16 | 10 | 6   |
| 6    | Náutico                | 15 | 11 | 5 | 3 | 3 | 2  | 14 | 10 | 4   |
| 7    | CSA                    | 13 | 11 | 5 | 2 | 4 | 1  | 10 | 10 | 0   |
| 8    | Bahia                  | 13 | 11 | 2 | 7 | 2 | 2  | 13 | 10 | 3   |
| 9    | CEUB                   | 11 | 11 | 3 | 5 | 3 | 0  | 12 | 12 | 0   |
| 10   | Desportiva Ferroviária | 7  | 11 | 2 | 3 | 6 | 0  | 10 | 20 | -10 |
| 11   | Americano              | 6  | 11 | 3 | 0 | 8 | 0  | 8  | 17 | -9  |

## Segunda Fase
|  |                             |
|  | Classficados para a 3ª Fase |
|  | Eliminados                  |

| PG – Pontos ganhos; J – Jogos; V - Vitórias; PE - Pontos Extras obtidos a cada vitória por 2 ou mais gols de diferença; E - Empates; D - Derrotas; GP – Gols pró; GC – Gols contra; SG – Saldo de gols |

- Os clubes do grupo 1 enfrentam os clubes do grupo 2 em turno único.

### Grupos dos Vencedores
| Time | Time             | PG | J  | V | E | D | PE | GP | GC | SG |
| ---- | ---------------- | -- | -- | - | - | - | -- | -- | -- | -- |
| 1    | Fluminense       | 19 | 10 | 6 | 2 | 2 | 5  | 19 | 6  | 13 |
| 2    | Cruzeiro         | 17 | 10 | 6 | 3 | 1 | 2  | 12 | 5  | 7  |
| 3    | Corinthians      | 13 | 10 | 4 | 4 | 2 | 1  | 10 | 6  | 4  |
| 4    | America          | 12 | 10 | 4 | 3 | 3 | 1  | 10 | 10 | 0  |
| 5    | Palmeiras        | 12 | 10 | 3 | 5 | 2 | 1  | 10 | 10 | 0  |
| 6    | Guarani          | 12 | 10 | 2 | 7 | 1 | 1  | 8  | 7  | 1  |
| 7    | Clube do Remo    | 11 | 10 | 3 | 3 | 4 | 2  | 11 | 15 | -4 |
| 8    | Atlético Mineiro | 10 | 10 | 2 | 5 | 3 | 1  | 13 | 15 | -2 |
| 9    | Coritiba         | 7  | 10 | 1 | 4 | 5 | 1  | 9  | 15 | -6 |
| 10   | Tiradentes-PI    | 7  | 10 | 2 | 3 | 5 | 0  | 7  | 15 | -8 |

| Time | Time             | PG | J  | V | E | D | PE | GP | GC | SG |
| ---- | ---------------- | -- | -- | - | - | - | -- | -- | -- | -- |
| 1    | Internacional    | 19 | 10 | 5 | 4 | 1 | 5  | 15 | 4  | 11 |
| 2    | Santa Cruz       | 16 | 10 | 5 | 4 | 1 | 2  | 12 | 6  | 6  |
| 3    | São Paulo        | 12 | 10 | 2 | 7 | 1 | 1  | 8  | 6  | 2  |
| 4    | Flamengo         | 12 | 10 | 4 | 1 | 5 | 3  | 12 | 12 | 0  |
| 5    | Grêmio FBPA      | 11 | 10 | 3 | 3 | 4 | 2  | 16 | 14 | 2  |
| 6    | Sport Recife     | 10 | 10 | 2 | 5 | 3 | 1  | 6  | 7  | -1 |
| 7    | Figueirense      | 10 | 10 | 2 | 5 | 3 | 1  | 11 | 13 | -2 |
| 8    | Goiás            | 9  | 10 | 2 | 4 | 4 | 1  | 8  | 15 | -7 |
| 9    | América de Natal | 7  | 10 | 2 | 2 | 6 | 1  | 10 | 19 | -9 |
| 10   | Vasco da Gama    | 6  | 10 | 1 | 4 | 5 | 0  | 6  | 13 | -7 |

### Grupos dos Perdedores (Repescagem)
| Time | Time         | PG | J | V | E | D | PE | GP | GC | SG |
| ---- | ------------ | -- | - | - | - | - | -- | -- | -- | -- |
| 1    | Botafogo     | 7  | 4 | 2 | 2 | 0 | 1  | 6  | 3  | 3  |
| 2    | Fortaleza    | 5  | 4 | 2 | 1 | 1 | 0  | 5  | 4  | 1  |
| 3    | Comercial    | 5  | 4 | 2 | 1 | 1 | 0  | 7  | 6  | 1  |
| 4    | Rio Negro-AM | 3  | 4 | 1 | 1 | 2 | 0  | 4  | 6  | -2 |
| 5    | Moto Club    | 1  | 4 | 0 | 1 | 3 | 0  | 4  | 7  | -3 |

| Time | Time                | PG | J | V | E | D | VT | GP | GC | SG |
| ---- | ------------------- | -- | - | - | - | - | -- | -- | -- | -- |
| 1    | Nacional-AM         | 7  | 4 | 2 | 2 | 0 | 1  | 6  | 3  | 3  |
| 2    | Atlético Paranaense | 6  | 4 | 2 | 1 | 1 | 1  | 4  | 2  | 2  |
| 3    | Ceará               | 3  | 4 | 1 | 1 | 2 | 0  | 2  | 5  | -3 |
| 4    | América Mineiro     | 3  | 4 | 1 | 1 | 2 | 0  | 5  | 6  | -1 |
| 5    | Paysandu            | 3  | 4 | 1 | 1 | 2 | 0  | 5  | 6  | -1 |

| Time | Time       | PG | J | V | E | D | PE | GP | GC | SG  |  |
| ---- | ---------- | -- | - | - | - | - | -- | -- | -- | --- |  |
| 1    | Portuguesa | 12 | 5 | 4 | 1 | 0 | 3  | 14 | 2  | 12  |  |
| 2    | Santos     | 12 | 5 | 4 | 1 | 0 | 3  | 12 | 3  | 9   |  |
| 3    | Goiânia    | 5  | 5 | 2 | 1 | 2 | 0  | 4  | 4  | 0   |  |
| 4    | Vitória    | 5  | 5 | 2 | 0 | 3 | 1  | 5  | 8  | -3  |  |
| 5    | Sergipe    | 3  | 5 | 1 | 0 | 4 | 1  | 4  | 10 | -6  |  |
| 6    | Campinense | 1  | 5 | 0 | 1 | 4 | 0  | 5  | 17 | -12 |  |

| Time | Time                   | PG | J | V | E | D | PE | GP | GC | SG |
| ---- | ---------------------- | -- | - | - | - | - | -- | -- | -- | -- |
| 1    | Náutico                | 13 | 5 | 4 | 1 | 0 | 4  | 12 | 2  | 10 |
| 2    | Bahia                  | 9  | 5 | 3 | 2 | 0 | 1  | 7  | 2  | 5  |
| 3    | Desportiva Ferroviária | 6  | 5 | 2 | 1 | 2 | 1  | 5  | 6  | -1 |
| 4    | Americano              | 5  | 5 | 2 | 0 | 3 | 1  | 4  | 7  | -3 |
| 5    | CEUB                   | 4  | 5 | 1 | 1 | 3 | 1  | 4  | 8  | -4 |
| 6    | C.S. Alagoano          | 1  | 5 | 0 | 1 | 4 | 0  | 2  | 9  | -7 |

## Terceira Fase
|  |                                |
|  | Classficado para as semifinais |

| PG – Pontos ganhos; J – Jogos; V - Vitórias; PE - Pontos Extras obtidos a cada vitória por 2 ou mais gols de diferença; E - Empates; D - Derrotas; GP – Gols pró; GC – Gols contra; SG – Saldo de gols |

- Os clubes do grupo A e B se enfrentam entre si em turno único.

| Time | Time        | PG | J | V | E | D | PE | GP | GC | SG  |
| ---- | ----------- | -- | - | - | - | - | -- | -- | -- | --- |
| 1    | Fluminense  | 14 | 7 | 5 | 1 | 1 | 3  | 14 | 5  | 9   |
| 2    | Cruzeiro    | 11 | 7 | 3 | 2 | 2 | 3  | 9  | 5  | 4   |
| 3    | America     | 10 | 7 | 3 | 3 | 1 | 1  | 8  | 6  | 2   |
| 4    | Palmeiras   | 10 | 7 | 3 | 1 | 3 | 3  | 10 | 8  | 2   |
| 5    | Corinthians | 9  | 7 | 4 | 1 | 2 | 0  | 10 | 9  | 1   |
| 6    | Guarani     | 9  | 7 | 3 | 1 | 3 | 2  | 11 | 9  | 2   |
| 7    | Botafogo    | 6  | 7 | 2 | 1 | 4 | 1  | 6  | 10 | -4  |
| 8    | Nacional-AM | 0  | 7 | 0 | 0 | 7 | 0  | 1  | 17 | -16 |

| Time | Time          | PG | J | V | E | D | PE | GP | GC | SG  |
| ---- | ------------- | -- | - | - | - | - | -- | -- | -- | --- |
| 1    | Santa Cruz    | 14 | 7 | 5 | 1 | 1 | 3  | 14 | 6  | 8   |
| 2    | Internacional | 12 | 7 | 4 | 2 | 1 | 2  | 9  | 3  | 6   |
| 3    | Flamengo      | 12 | 7 | 4 | 2 | 1 | 2  | 10 | 5  | 5   |
| 4    | São Paulo     | 8  | 7 | 2 | 3 | 2 | 1  | 8  | 7  | 1   |
| 5    | Portuguesa    | 8  | 7 | 2 | 3 | 2 | 1  | 8  | 10 | -2  |
| 6    | Sport         | 5  | 7 | 1 | 3 | 3 | 0  | 7  | 11 | -4  |
| 7    | Grêmio        | 5  | 7 | 1 | 3 | 3 | 0  | 5  | 7  | -2  |
| 8    | Náutico       | 1  | 7 | 0 | 1 | 6 | 0  | 4  | 16 | -12 |

## Fase final
|  | Semifinais              | Semifinais |   |  | Final                     | Final |  |
|  |                         |            |   |  |                           |       |  |
|  | 7 de dezembro, Maracanã |            |   |  |                           |       |  |
|  | Fluminense              | 0          |   |  |                           |       |  |
|  | Internacional           | 2          |   |  |                           |       |  |
|  |                         |            |   |  |                           |       |  |
|  |                         |            |   |  | 14 de dezembro, Beira-Rio |       |  |
|  |                         |            |   |  | Internacional             | 1     |  |
|  |                         | Cruzeiro   | 0 |  |                           |       |  |
|  |                         |            |   |  |                           |       |  |
|  |                         |            |   |  |                           |       |  |
|  |                         |            |   |  |                           |       |  |
|  | 7 de dezembro, Arruda   |            |   |  |                           |       |  |
|  | Santa Cruz              | 2          |   |  |                           |       |  |
|  | Cruzeiro                | 3          |   |  |                           |       |  |

## Semifinais
| 7 de dezembro | Fluminense | 0 – 2 | Internacional                         | Maracanã, Rio de Janeiro                                                         |
| 17:00         |            |       | Lula 33' · Paulo César Carpegiani 75' | Público: 97 908 Renda: Cr$ 1.984.098,00 Árbitro: SP Dulcídio Wanderley Boschilia |

Fluminense: Félix; Toninho, Silveira, Edinho e Marco Antônio; Zé Mário (Cléber), Rivelino e Paulo César; Gil, Manfrini e Zé Roberto (Carlos Alberto). Técnico: Didi
Internacional: Manga; Valdir , Figueroa, Hermínio e Chico Fraga; Falcão , Paulo César Carpeggiani e Caçapava; Valdomiro (Jair), Flávio Minuano e Lula. Técnico: Rubens Minelli
| 7 de dezembro | Santa Cruz                      | 2 – 3 | Cruzeiro                          | Arruda, Recife                                                         |
| 17:00         | Fumanchu 32' (pen.), 73' (pen.) |       | Zé Carlos 43' · Palhinha 47', 90' | Público: 38 118 Renda: Cr$ 616.170,00 Árbitro: SP Romualdo Arppi Filho |

Santa Cruz: Jair; Carlos Alberto Barbosa, Lula , Levir Culpi e Pedrinho ; Givanildo, Carlos Alberto II e Alfredo (Volnei); Luiz Fumanchu, Ramón e Pio. Técnico: Paulo Emílio
Cruzeiro: Raul ; Nelinho, Morais, Darci Menezes e Vanderlei ; Wilson Piazza, Zé Carlos e Eduardo Amorim (Isidoro); Roberto Batata, Palhinha e Joãozinho. Técnico: Zezé Moreira

## Final
| 14 de dezembro | Internacional | 1 – 0 | Cruzeiro | Beira-Rio, Porto Alegre |
| 17:00          | Figueroa 56'  |       |          | Público: 82 568 Renda: Cr$ 1.743.805,00 Árbitro: SP Dulcídio Wanderley Boschillia Auxiliares: RJ Valquir Pimentel e SP Emídio Marques de Mesquita |

Internacional: Manga; Valdir, Figueroa, Hermínio e Chico Fraga; Caçapava, Falcão e Paulo César Carpeggiani; Valdomiro (Jair), Flávio Minuano e Lula. Técnico: Rubens Minelli
Cruzeiro: Raul; Nelinho, Darci Menezes, Morais  e Isidoro; Wilson Piazza, Zé Carlos e Eduardo; Roberto Batata (Eli Mendes), Palhinha  e Joãozinho. Técnico: Zezé Moreira

## Premiação
| Campeonato Brasileiro de Futebol de 1975 |
| Rio Grande do Sul                        |
| ---------------------------------------- |
| Internacional Campeão (1º título)        |

## Classificação final
| Classificação final | Classificação final    | Classificação final | Classificação final | Classificação final | Classificação final | Classificação final | Classificação final | Classificação final | Classificação final | Classificação final |  |
| Time | Time                   | PG                  | J                   | V                   | E                   | D                   | PE                  | GP                  | GC                  | SG                  |  |
| --- | ---------------------- | ------------------- | ------------------- | ------------------- | ------------------- | ------------------- | ------------------- | ------------------- | ------------------- | ------------------- |  |
| 1 | Internacional          | 58                  | 30                  | 19                  | 8                   | 3                   | 12                  | 51                  | 12                  | 39                  |  |
| 2 | Cruzeiro               | 49                  | 29                  | 15                  | 10                  | 4                   | 9                   | 39                  | 15                  | 24                  |  |
| 3 | Fluminense             | 48                  | 28                  | 16                  | 4                   | 8                   | 12                  | 51                  | 26                  | 25                  |  |
| 4 | Santa Cruz             | 42                  | 29                  | 13                  | 10                  | 6                   | 6                   | 42                  | 27                  | 15                  |  |
| 5 | São Paulo              | 41                  | 28                  | 11                  | 14                  | 3                   | 5                   | 35                  | 21                  | 14                  |  |
| 6 | Corinthians            | 38                  | 27                  | 13                  | 9                   | 5                   | 3                   | 29                  | 17                  | 12                  |  |
| 7 | Flamengo               | 38                  | 28                  | 13                  | 5                   | 10                  | 7                   | 34                  | 28                  | 6                   |  |
| 8 | America                | 37                  | 27                  | 11                  | 9                   | 7                   | 6                   | 35                  | 27                  | 8                   |  |
| 9 | Palmeiras              | 36                  | 27                  | 9                   | 11                  | 7                   | 7                   | 32                  | 27                  | 5                   |  |
| 10 | Guarani                | 34                  | 27                  | 8                   | 12                  | 7                   | 6                   | 29                  | 25                  | 4                   |  |
| 11 | Sport                  | 32                  | 28                  | 8                   | 13                  | 7                   | 3                   | 29                  | 28                  | 1                   |  |
| 12 | Portuguesa             | 30                  | 23                  | 9                   | 8                   | 6                   | 4                   | 28                  | 21                  | 7                   |  |
| 13 | Náutico                | 29                  | 23                  | 9                   | 5                   | 9                   | 6                   | 30                  | 28                  | 2                   |  |
| 14 | Grêmio                 | 29                  | 28                  | 6                   | 13                  | 9                   | 4                   | 32                  | 30                  | 2                   |  |
| 15 | Botafogo               | 23                  | 21                  | 7                   | 6                   | 8                   | 3                   | 24                  | 25                  | -1                  |  |
| 16 | Nacional-AM            | 15                  | 21                  | 3                   | 8                   | 10                  | 1                   | 14                  | 34                  | -20                 |  |
| 17 | Goiás                  | 27                  | 21                  | 6                   | 11                  | 4                   | 4                   | 24                  | 22                  | 2                   |  |
| 18 | Remo                   | 25                  | 20                  | 7                   | 8                   | 5                   | 3                   | 22                  | 23                  | -1                  |  |
| 19 | Vasco da Gama          | 24                  | 21                  | 7                   | 7                   | 7                   | 3                   | 25                  | 23                  | 2                   |  |
| 20 | Atlético Mineiro       | 24                  | 20                  | 6                   | 9                   | 5                   | 3                   | 24                  | 24                  | 0                   |  |
| 21 | Figueirense            | 22                  | 21                  | 5                   | 10                  | 6                   | 2                   | 25                  | 25                  | 0                   |  |
| 22 | Coritiba               | 21                  | 20                  | 6                   | 6                   | 8                   | 3                   | 19                  | 20                  | -1                  |  |
| 23 | Tiradentes-PI          | 19                  | 20                  | 6                   | 5                   | 9                   | 2                   | 17                  | 23                  | -6                  |  |
| 24 | América de Natal       | 19                  | 21                  | 6                   | 5                   | 10                  | 2                   | 28                  | 36                  | -8                  |  |
| 25 | Bahia                  | 22                  | 16                  | 5                   | 9                   | 2                   | 3                   | 20                  | 12                  | 8                   |  |
| 26 | Santos                 | 20                  | 16                  | 6                   | 4                   | 6                   | 4                   | 20                  | 18                  | 2                   |  |
| 27 | Fortaleza              | 17                  | 14                  | 5                   | 6                   | 3                   | 1                   | 13                  | 11                  | 2                   |  |
| 28 | Goiânia                | 16                  | 16                  | 6                   | 3                   | 7                   | 1                   | 17                  | 20                  | -3                  |  |
| 29 | Atlético Paranaense    | 16                  | 14                  | 5                   | 3                   | 6                   | 3                   | 22                  | 21                  | 1                   |  |
| 30 | Comercial-MS           | 15                  | 14                  | 5                   | 4                   | 5                   | 1                   | 14                  | 17                  | -3                  |  |
| 31 | Vitória                | 15                  | 16                  | 5                   | 3                   | 8                   | 2                   | 13                  | 24                  | -11                 |  |
| 32 | CEUB                   | 15                  | 16                  | 4                   | 6                   | 6                   | 1                   | 16                  | 20                  | -4                  |  |
| 33 | CSA                    | 14                  | 16                  | 5                   | 3                   | 8                   | 1                   | 12                  | 19                  | -7                  |  |
| 34 | Ceará                  | 13                  | 14                  | 4                   | 3                   | 7                   | 2                   | 8                   | 15                  | -7                  |  |
| 35 | Desportiva Ferroviária | 13                  | 16                  | 4                   | 4                   | 8                   | 1                   | 15                  | 26                  | -11                 |  |
| 36 | América Mineiro        | 13                  | 14                  | 2                   | 8                   | 4                   | 1                   | 11                  | 15                  | -4                  |  |
| 37 | Paysandu               | 12                  | 14                  | 3                   | 5                   | 6                   | 1                   | 18                  | 21                  | -3                  |  |
| 38 | Americano              | 11                  | 16                  | 5                   | 0                   | 11                  | 1                   | 12                  | 24                  | -12                 |  |
| 39 | Rio Negro-AM           | 11                  | 14                  | 2                   | 6                   | 6                   | 1                   | 9                   | 18                  | -9                  |  |
| 40 | Sergipe                | 9                   | 16                  | 2                   | 4                   | 10                  | 1                   | 11                  | 27                  | -16                 |  |
| 41 | Moto Club              | 5                   | 14                  | 1                   | 3                   | 10                  | 0                   | 13                  | 36                  | -23                 |  |
| 42 | Campinense             | 4                   | 16                  | 0                   | 4                   | 12                  | 0                   | 13                  | 44                  | -31                 |  |
| PG – pontos; J – jogos disputados; V - vitórias; E - empates; D - derrotas; PE - Pontos Extras obtidos a cada vitória por 2 ou mais gols de diferenças; GP – gols pró; GC – gols contra; SG – saldo de gols |                        |                     |                     |                     |                     |                     |                     |                     |                     |                     |  |

|  |                                                                         |
|  | Finalistas e classificados para a Taça Libertadores da América de 1976. |
|  | Eliminados nas Semifinais.                                              |
|  | Eliminados na Terceira Fase.                                            |
|  | Eliminados na Segunda Fase.                                             |
|  | Eliminados na Repescagem.                                               |

## Artilharia
| Gols | Jogador          | Time          |
| ---- | ---------------- | ------------- |
| 16   | Flávio Minuano   | Internacional |
| 15   | Roberto Dinamite | Vasco da Gama |
| 13   | Gil              | Fluminense    |

## Maior público
1. Fluminense 0-2 Internacional, 97 908 pagantes, 7 de dezembro de 1975.[3]

## Árbitros que mais atuaram
1. Dulcídio Wanderley Boschilia (SP): 22.[4]
2. Arnaldo César Coelho (RJ) e Romualdo Arppi Filho (SP): 20.

### Bola de Pratade 1975
Os melhores jogadores do campeonato em suas posições, eleitos pela revista Placar:
  Waldir Peres (São Paulo)
  Nelinho (Cruzeiro) •  Figueroa (Internacional) •  Amaral (Guarani) •  Marco Antônio (Fluminense)
  Falcão (Internacional) •  Carpegiani (Internacional) •  Zico (Flamengo) 
  Gil (Fluminense) •  Palhinha (Cruzeiro) •  Ziza (Guarani) 

Artilheiro:  Flávio Minuano (Internacional)
| Vencedor da Bola de Ouro 